# マット・ホランド
マシュー・リス・ホランド（Matthew Rhys Holland, 1974年4月11日 - ）は、イングランド出身の元サッカー選手。祖母の1人がアイルランド出身であることから、アイルランド代表としてプレーした。ポジションはミッドフィールダー。現在は解説者として活動する。

## 来歴
名門ウェストハムの育成組織で育ち、ボーンマスで1995年にトップチームデビュー。1997年に移籍金80万ポンドでイプスウィッチに移籍し主将となる。2000年にはプレーオフを勝ち上がってクラブをプレミア昇格に導く。イプスウィッチは2001-02シーズン限りでディヴィジョン1（現在のチャンピオンシップ）に降格されたが、ホランドはアストン・ヴィラからの移籍オファーを断ってクラブに残留した。なお、この降格直後に開催された2002 FIFAワールドカップでは背番号8を背負ってアイルランド代表の全試合に出場し、開幕戦となったカメルーン戦での起死回生のミドルシュートを決めた。
2003年夏、チャールトンに移籍。移籍金は75万ポンド+オプションで，最終的にチャールトンは90万ポンドをイプスウィッチに支払った。チャールトン移籍直後には、やはり主将に就任。以降、2005年にルーク・ヤングに引き継ぐまでチャールトンの主将を務めた。2006-07シーズン、チャールトンが不振に苦しんで2部に降格するといくつかのプレミアシップのクラブから声がかかったが、本人はチャールトン残留を選んで契約を更新した。2007-08シーズンにはサポーター選出のチャールトン年間最優秀選手に選ばれている。
なお、アイルランド代表は2006年に退いている。
チャールトンとの契約は2008-09シーズンで終了し、その後はBBCやRTEで解説者として活動中である。

## エピソード
- かつてフィールドプレイヤーとしてのリーグ戦連続出場記録を持っていたこともあり、「鉄人」の異名を取る。
- トップチーム入りを果たした全てのクラブで主将を務めたほどキャプテンシーに富んだ選手でもあり、「キャプテン・ファンタスティック」と讃えられることもしばしばである。
- 引退後はスキーをやってみたいとインタビューで語っていた。

## 代表歴

### 出場大会
- アイルランド代表
  - 2002 FIFAワールドカップ

### 試合数
- 国際Aマッチ 49試合 5得点（1999年-2005年）[1]

| アイルランド代表 | 国際Aマッチ | 国際Aマッチ |
| 年               | 出場        | 得点        |
| ---------------- | ----------- | ----------- |
| 1999             | 1           | 0           |
| 2000             | 5           | 1           |
| 2001             | 9           | 2           |
| 2002             | 12          | 1           |
| 2003             | 10          | 0           |
| 2004             | 6           | 1           |
| 2005             | 6           | 0           |
| 通算             | 49          | 5           |